# Anticorps anti-thyroperoxydase
Les anticorps anti-thyroperoxydase (ou anti-TPO) sont des auto-anticorps que l'on rencontre le plus souvent dans des pathologies inflammatoires de la thyroïde.
Dans la thyroïdite de Hashimoto les anti-TPO sont augmentés dans 90 % des cas alors qu'ils ne le sont que dans 70 % des cas de maladie de Basedow.